# Risoluzioni del Consiglio di sicurezza delle Nazioni Unite (201-300)
| Risoluzione | Data              | Voto (favorevoli/contrari/non votanti)                                    | Oggetto                                                                              |
| 201         | 19 marzo 1965     | Adottata all'unanimità                                                    | Cipro                                                                                |
| 202         | 6 maggio 1965     | 7-0-4 (astenuti: Francia, USSR, Regno Unito, USA)                         | Rhodesia meridionale                                                                 |
| 203         | 14 maggio 1965    | Adottata all'unanimità                                                    | Repubblica Domenicana                                                                |
| 204         | 19 maggio 1965    | Adottata all'unanimità                                                    | Protesta del Senegal                                                                 |
| 205         | 22 maggio 1965    | 10-0-1 (astenuta: USA)                                                    | Repubblica Domenicana                                                                |
| 206         | 15 giugno 1965    | Adottata all'unanimità                                                    | Cipro                                                                                |
| 207         | 10 agosto 1965    | Adottata all'unanimità                                                    | Cipro                                                                                |
| 208         | 10 agosto 1965    | Adottata all'unanimità                                                    | Corte internazionale di giustizia                                                    |
| 209         | 4 settembre 1965  | Adottata all'unanimità                                                    | India-Pakistan                                                                       |
| 210         | 6 settembre 1965  | Adottata all'unanimità                                                    | India-Pakistan                                                                       |
| 211         | 20 settembre 1965 | 10-0-1 (astenuta: Jordan)                                                 | India-Pakistan                                                                       |
| 212         | 20 settembre 1965 | Adottata all'unanimità                                                    | Ammissione delle Maldive                                                             |
| 213         | 20 settembre 1965 | Adottata all'unanimità                                                    | Ammissione di Singapore                                                              |
| 214         | 27 settembre 1965 | Adottata senza voto                                                       | India-Pakistan                                                                       |
| 215         | 5 novembre 1965   | 9-0-2 (astenuti: Giordania, USSR)                                         | India-Pakistan                                                                       |
| 216         | 12 novembre 1965  | 10-0-1 (astenuta: Francia)                                                | Rhodesia meridionale                                                                 |
| 217         | 20 novembre 1965  | 10-0-1 (astenuta: Francia)                                                | Rhodesia meridionale                                                                 |
| 218         | 23 novembre 1965  | 7-0-4 (astenuti: Francia, Paesi Bassi, Regno Unito, USA)                  | Territori portoghesi                                                                 |
| 219         | 17 dicembre 1965  | Adottata all'unanimità (l'ultima risoluzione adottata da 11 paesi membri) | Cipro                                                                                |
| 220         | 16 marzo 1966     | Adottata all'unanimità (prima risoluzione adottata da 15 paesi membri)    | Cipro                                                                                |
| 221         | 9 aprile 1966     | 10-0-5 (astenuti: Bulgaria, Francia, Mali, USSR, Uruguay)                 | Rhodesia meridionale                                                                 |
| 222         | 16 giugno 1966    | Adottata all'unanimità                                                    | Cipro                                                                                |
| 223         | 21 giugno 1966    | Adottata all'unanimità                                                    | Ammissione della Guyana                                                              |
| 224         | 14 ottobre 1966   | Adottata all'unanimità                                                    | Ammissione del Botswana                                                              |
| 225         | 14 ottobre 1966   | Adottata all'unanimità                                                    | Ammissione del Lesotho                                                               |
| 226         | 14 ottobre 1966   | Adottata all'unanimità                                                    | Repubblica Democratica del Congo                                                     |
| 227         | 28 ottobre 1966   | Adottata all'unanimità                                                    | Nomina del segretario generale                                                       |
| 228         | 25 novembre 1966  | 14-0-1 (astenuta: Nuova Zelanda)                                          | Palestina                                                                            |
| 229         | 2 dicembre 1966   | Adottata all'unanimità                                                    | Nomina del segretario generale                                                       |
| 230         | 7 dicembre 1966   | Adottata all'unanimità                                                    | Ammissione di Barbados                                                               |
| 231         | 15 dicembre 1966  | Adottata all'unanimità                                                    | Cipro                                                                                |
| 232         | 16 dicembre 1966  | 11-0-4 (astenuti: Bulgaria, Francia, Mali, USSR)                          | Sanzioni contro la Rhodesia meridionale                                              |
| 233         | 6 giugno 1967     | Adottata all'unanimità                                                    | Appello per la cessazione delle ostilità tra Israele e Siria                         |
| 234         | 7 giugno 1967     | Adottata all'unanimità                                                    | Appello per la cessazione delle ostilità nel Medio Oriente                           |
| 235         | 9 giugno 1967     | Adottata all'unanimità                                                    | Richiesta al segretario generale per un incontro con Israele e Siria                 |
| 236         | 11 giugno 1967    | Adottata all'unanimità                                                    | Condanna della violazione del cessate il fuoco tra Israele e Siria                   |
| 237         | 14 giugno 1967    | Adottata all'unanimità                                                    | Guerra dei sei giorni - rifugiati                                                    |
| 238         | 19 giugno 1967    | Adottata all'unanimità                                                    | Estensione delle operazioni di peacekeeping a Cipro                                  |
| 239         | 10 luglio 1967    | Adottata all'unanimità                                                    | Repubblica Democratica del Congo                                                     |
| 240         | 25 ottobre 1967   | Adottata all'unanimità                                                    | Condanna della violazione del cessate il fuoco in Medio Oriente                      |
| 241         | 15 novembre 1967  | Adottata all'unanimità                                                    | Repubblica Democratica del Congo                                                     |
| 242         | 22 novembre 1967  | Adottata all'unanimità                                                    | Guerra dei sei giorni - conseguenze                                                  |
| 243         | 12 dicembre 1967  | Adottata all'unanimità                                                    | Ammissione della Repubblica Democratica dello Yemen                                  |
| 244         | 22 dicembre 1967  | Adottata all'unanimità                                                    | Cipro                                                                                |
| 245         | 25 gennaio 1968   | Adottata all'unanimità                                                    | Africa SudOccidentale (Repubblica della Namibia)                                     |
| 246         | 14 marzo 1968     | Adottata all'unanimità                                                    | Africa SudOccidentale                                                                |
| 247         | 18 marzo 1968     | Adottata all'unanimità                                                    | Cipro                                                                                |
| 248         | 24 marzo 1968     | Adottata all'unanimità                                                    | Condanna dell'attacco israeliano alla Giordania                                      |
| 249         | 18 aprile 1968    | Adottata all'unanimità                                                    | Ammissione di Mauritius                                                              |
| 250         | 27 aprile 1968    | Adottata all'unanimità                                                    | Condanna della parata militare pianificata da Israele                                |
| 251         | 2 maggio 1968     | Adottata all'unanimità                                                    | Condanna della parata militare di Israele                                            |
| 252         | 21 maggio 1968    | 13-0-2 (astenuti: Canada, USA)                                            | Condanna della parata militare di Israele                                            |
| 253         | 29 maggio 1968    | Adottata all'unanimità                                                    | Rhodesia meridionale                                                                 |
| 254         | 18 giugno 1968    | Adottata all'unanimità                                                    | Cipro                                                                                |
| 255         | 19 giugno 1968    | 10-0-5 (astenuti: Algeria, Brasile, Francia, India, Pakistan)             | Trattato di non proliferazione nucleare                                              |
| 256         | 16 agosto 1968    | Adottata all'unanimità                                                    | Divieto ad Israele di modificare lo status legale di Gerusalemme                     |
| 257         | 11 settembre 1968 | Adottata all'unanimità                                                    | Ammissione dello Swaziland                                                           |
| 258         | 18 settembre 1968 | 14-0-1 (astenuta: Algeria)                                                | Condanna dell'attacco israeliano alla Giordania                                      |
| 259         | 27 settembre 1968 | 12-0-3 (astenuti: Canada, Danimarca, USA)                                 | Invio di un rappresentante speciale per verificare il rispetto della risoluzione 237 |
| 260         | 6 novembre 1968   | Adottata all'unanimità                                                    | Ammissione del Guinea Equatoriale                                                    |
| 261         | 10 dicembre 1968  | Adottata all'unanimità                                                    | Cipro                                                                                |
| 262         | 31 dicembre 1968  | Adottata all'unanimità                                                    | Condanna dell'attacco israeliano al Libano                                           |
| 263         | 24 gennaio 1969   | Adottata all'unanimità                                                    | Lingue usate nel Consiglio di sicurezza                                              |
| 264         | 20 marzo 1969     | 13-0-2 (astenuti: Francia, Regno Unito)                                   | Namibia                                                                              |
| 265         | 1º aprile 1969    | 11-0-4 (astenuti: Colombia, Paraguay, Regno Unito, USA)                   | Medio Oriente                                                                        |
| 266         | 10 giugno 1969    | Adottata all'unanimità                                                    | Cipro                                                                                |
| 267         | 3 luglio 1969     | Adottata all'unanimità                                                    | Gerusalemme orientale                                                                |
| 268         | 3 luglio 1969     | 11-0-4 (astenuti: Francia, Spagna, Regno Unito, USA)                      | Protesta dello Zambia                                                                |
| 269         | 12 agosto 1969    | 11-0-4 (astenuti: Finlandia, Francia, Regno Unito, USA)                   | Namibia                                                                              |
| 270         | 26 agosto 1969    | Adottata all'unanimità                                                    | Medio Oriente                                                                        |
| 271         | 15 settembre 1969 | 11-0-4 (astenuti: Colombia, Finlandia, Paraguay, USA)                     | Medio Oriente                                                                        |
| 272         | 23 ottobre 1969   | Adottata all'unanimità                                                    | Corte internazionale di giustizia                                                    |
| 273         | 9 dicembre 1969   | 13-0-2 (astenuti: Spagna, USA)                                            | Protesta del Senegal                                                                 |
| 274         | 11 dicembre 1969  | Adottata all'unanimità                                                    | Cipro                                                                                |
| 275         | 22 dicembre 1969  | 9-0-6 (astenuti: Cina, Colombia, Francia, Spagna, Regno Unito, USA)       | Protesta della Guinea                                                                |
| 276         | 30 gennaio 1970   | 13-0-2 (astenuti: Francia, Regno Unito)                                   | Namibia                                                                              |
| 277         | 15 marzo 1970     | 14-0-1 (astenuta: Spagna)                                                 | Rhodesia meridionale                                                                 |
| 278         | 11 maggio 1970    | Adottata all'unanimità                                                    | Bahrain                                                                              |
| 279         | 12 maggio 1970    | Adottata all'unanimità                                                    | Medio Oriente                                                                        |
| 280         | 19 maggio 1970    | 11-0-4 (astenuti: Colombia, Nicaragua, Sierra Leone, USA)                 | Medio Oriente                                                                        |
| 281         | 9 giugno 1970     | Adottata all'unanimità                                                    | Cipro                                                                                |
| 282         | 23 luglio 1970    | 12-0-3 (astenuti: Francia, Regno Unito, USA)                              | Conflitto razziale in Sud Africa                                                     |
| 283         | 29 luglio 1970    | 13-0-2 (astenuti: Francia, Regno Unito)                                   | Namibia                                                                              |
| 284         | 29 luglio 1970    | 12-0-3 (astenuti: Polonia, USSR, Regno Unito)                             | Namibia                                                                              |
| 285         | 5 settembre 1970  | 14-0-1 (astenuta: USA)                                                    | Medio Oriente                                                                        |
| 286         | 9 settembre 1970  | Adottata all'unanimità                                                    | Dirottamento aerei commerciali                                                       |
| 287         | 10 ottobre 1970   | Adottata all'unanimità                                                    | Ammissione delle Figi                                                                |
| 288         | 17 novembre 1970  | Adottata all'unanimità                                                    | Rhodesia meridionale                                                                 |
| 289         | 23 novembre 1970  | Adottata all'unanimità                                                    | Protesta della Guinea                                                                |
| 290         | 8 dicembre 1970   | 11-0-4 (astenuti: Francia, Spagna, Regno Unito, USA)                      | Protesta della Guinea                                                                |
| 291         | 10 dicembre 1970  | Adottata all'unanimità                                                    | Cipro                                                                                |
| 292         | 10 febbraio 1971  | Adottata all'unanimità                                                    | Ammissione del Bhutan                                                                |
| 293         | 26 maggio 1971    | Adottata all'unanimità                                                    | Cipro                                                                                |
| 294         | 15 giugno 1971    | 13-0-2 (astenuti: Regno Unito, USA)                                       | Senegal                                                                              |
| 295         | 3 agosto 1971     | Adottata all'unanimità                                                    | Guinea                                                                               |
| 296         | 18 agosto 1971    | Adottata all'unanimità                                                    | Ammissione del Bahrain                                                               |
| 297         | 15 settembre 1971 | Adottata all'unanimità                                                    | Ammissione del Qatar                                                                 |
| 298         | 25 settembre 1971 | 14-0-1 (astenuta: Siria)                                                  | Medio Oriente                                                                        |
| 299         | 30 settembre 1971 | Adottata all'unanimità                                                    | Ammissione dell'Oman                                                                 |
| 300         | 12 ottobre 1971   | Adottata all'unanimità                                                    | Namibia                                                                              |